# Kuo Ming-fong
Pour les articles homonymes, voir  Kuo.
Kuo Ming-fong (chinois : 郭名鳳 ; pinyin : Guo Mingfeng), née le 31 mars 1955 et morte le 11 mars 2001, est une érudite chinoise. Germaniste, elle écrit notamment sur Sigfried Lenz et publie de nombreux essais.
À sa mort, la Tamkang Review se souvient d'elle en publiant un long texte écrit par Kuo Mingfong (en allemand) à titre posthume. Et peu de temps après sa mort, la revue kultuRRevolution, une revue spécialisée dans la théorie du discours publie un texte assez long sur elle.

## Vie et œuvre
Kuo Ming-fong est née à Fongshan près de Kaohsiung dans le sud-est de Taiwan. Sa mère Liu Shumei est la fille d'un grand propriétaire terrien du Shandong. Elle fuit à Taiwan sans sa famille à la fin de la guerre civile, alors qu'elle a 16 ans. Son père Kuo Jen est né dans la province de Jiangxi (ou Kiangsi) en tant que fils d'une famille pauvre. Kuo Mingfong est leur fille aînée. Ayant grandi à Fongshan (ou Fengshan) et, plus tard, dans un village près de Pindong, celle-ci fréquente l'école primaire à Fongshan, la Junior High School à Fongshan et Pindong, et la Senior High School à Pindong. Sa famille est pauvre mais une bourse lui permet de s’inscrire à l'université après la fin de ses études secondaires et d'étudier la littérature allemande à l'université Tamkang à Tamsui de 1975 à 1979.
Ensuite, elle part étudier à l'Université catholique Fu-Jen à Taipei de 1979 à 1980. Pendant ses études, elle montre à l'un de ses professeurs (un prêtre né en Allemagne) la traduction du roman de Ödön von Horváth, Jeunesse sans dieu, qu'elle a achevée et il lui conseille de ne pas la publier. Après avoir obtenu un doctorat à l'université de la Ruhr, Kuo Ming-fong est professeur associé à l'Université Fu-Jen (de 1988 à 1989), professeur invité ou Gast-professeur à l'Université d'Ulm (de 1989 à 1993) et professeur associé à l'Université Tamkang depuis 1993.
Son livre sur Siegfried Lenz, qui traite de tous les romans de Lenz parus à l'époque, est intitulé Das Romanwerk von Siegfried Lenz. Unter besonderer Berücksichtigung des Romans Das Vorbild (Les romans de Siegfried Lenz. Avec une attention particulière au roman Das Vorbild). Cette étude révèle les traits fondamentaux du réalisme de Lenz ; par exemple, sa référence exacte aux détails de la vie de Simone Weil et sa référence au mouvement étudiant qui se déroulait en Allemagne après les événements du Mai 68 en France. C’est une solide étude basée sur la théorie du discours (tel que défini par Jürgen Link et autres). Le livre a été discuté par de nombreux collègues et il est fréquemment cité.
Pendant que Kuo Ming-Fong enseigne à l’université d’Ulm, son essai Études allemandes à Taiwan: développement et perspectives, illustrés par la situation à l'Université Fu-Jen paraît en 1991 sous forme imprimée. En 2001, la Tamkang Review publie  son essai Das Bild der Chinesen in der deutschen. Literatur um die Jahrhundertswende : am Beispiel von Karl May.
Elle meurt le 11 mars 2001.
À sa mort, la Tamkang Review se souvient d'elle en publiant un long texte écrit par Kuo Mingfong (en allemand) à titre posthume. Et peu de temps après sa mort, la revue kultuRRevolution, une revue spécialisée dans la théorie du discours publie un texte assez long sur elle.
En 2003, son essai Modern Literature in Post-War Taiwan, écrit en collaboration avec un poète allemand, est publié à titre posthume dans la revue Intercultural Studies.